# Kaukasiska språk

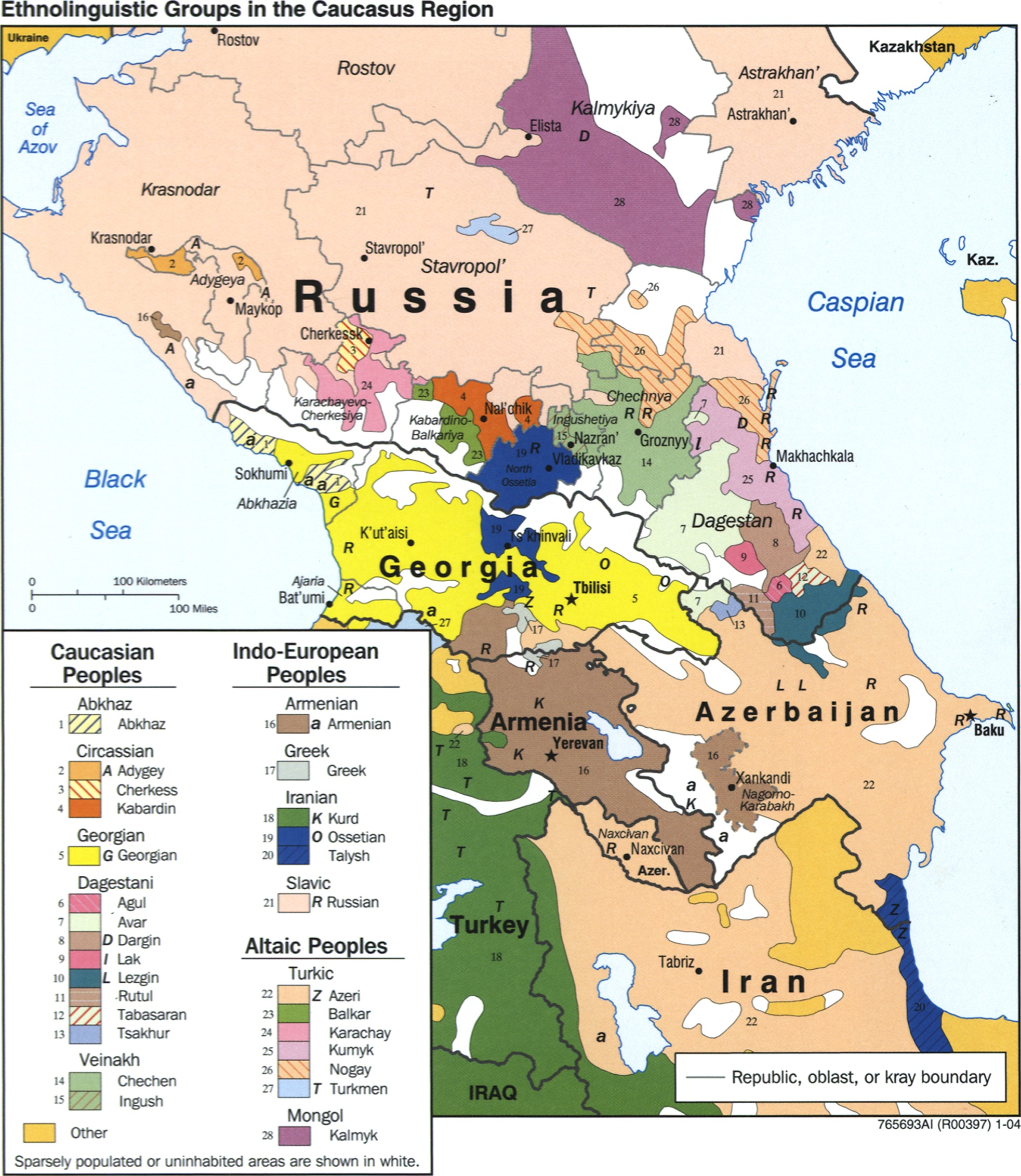
Etno-lingvistisk karta över Kaukasus

Kaukasiska språk är en samlingsbeteckning för kartvelska språk, nordvästkaukasiska språk och nordöstkaukasiska språk (de två senare går ibland under samlingsnamnet nordkaukasiska språk). De talas främst i Kaukasien, varifrån gruppen fått sitt namn, men står i kontrast till andra språkfamiljer som också är utbredda i området, såsom den indoeuropeiska (armeniska, ossetiska) och den turkiska (azeriska)..
Det är osäkert om och hur de kaukasiska språken är besläktade med varandra och med andra språkfamiljer. De kallas även paleokaukasiska eller iberokaukasiska, det senare främst då de framställs som en besläktad språkfamilj.. De har av olika lingvister kopplats samman med flera andra språkgrupper, till exempel i den Dene-kaukasiska språkfamiljen, samt med forntida språk såsom hattiska, hurritiska och urarteiska.
Det största av de kaukasiska språken är det sydkaukasiska språket georgiska med sina 3,9 miljoner talare.